# Stefan Kießling (Fußballspieler)
Stefan Kießling (* 25. Januar 1984 in Lichtenfels) ist ein ehemaliger deutscher Fußballspieler.
Kießling begann seine Profikarriere 2002 beim 1. FC Nürnberg in der Bundesliga. Nach dem Abstieg im Jahr 2003 spielte er auch ein Jahr in der 2. Bundesliga, wo dem Verein als Zweitliga-Meister der direkte Wiederaufstieg gelang. Nach zwei weiteren Jahren in der Bundesliga wechselte Kießling zur Saison 2006/07 zu Bayer 04 Leverkusen. Dort spielte Kießling, der hauptsächlich als Mittelstürmer, aber auch als Flügelspieler zum Einsatz kam, zwölf Jahre bis zu seinem Karriereende 2018 und erarbeitete sich in seiner Zeit beim Verein und in der Anhängerschaft einen hohen Stellenwert. Mit 144 Toren in 403 Spielen belegt er den 17. Platz in der Liste der erfolgreichsten Torschützen der Fußball-Bundesliga. Außerdem ist er mit 131 Bundesliga-Toren der zweiterfolgreichste Torschütze von Bayer 04 Leverkusen hinter Ulf Kirsten (181) sowie neben ihm der einzige Spieler des Vereins, der Torschützenkönig der Bundesliga wurde. Nach dem Ende seiner Profikarriere Mitte 2018 nahm er zum Oktober des Jahres eine Tätigkeit in der Verwaltung von Bayer 04 Leverkusen auf. Seit August 2023 ist er Klub-Repräsentant von Bayer 04.
In der Nationalmannschaft kam Kießling zwischen 2007 und 2010 sechs Mal zum Einsatz. Er nahm an der Weltmeisterschaft 2010 teil und belegte mit der Mannschaft den dritten Platz des Turniers.

## Leben
Kießling kam im oberfränkischen Lichtenfels zur Welt und wuchs im nahegelegenen Bamberg auf. Sein Vater Uwe war während der Saison 2006/07 Torwarttrainer des Bayernligisten 1. FC Eintracht Bamberg. Kießlings Großvater Herrmann Scheibe war 40 Jahre lang hauptverantwortlicher Kassierer und Ehrenmitglied von Eintracht Bamberg. Seine Lieblingsvereine waren der 1. FC Nürnberg und der FC Arsenal.
Kießling verfügt über einen qualifizierenden Hauptschulabschluss und eine Berufsausbildung als Lagerist. 2017 schloss er einen einjährigen Bildungslehrgang in der Fachrichtung Sportmanagement an der European Sportsmanagement Academy in Nürnberg ab. Privat interessiert er sich fürs Kochen und wollte zunächst Koch werden, entschied sich aber für den Fußball. 2012 erschienen im Eigenverlag 500 Exemplare seines Kochbuches unter dem Titel Erfolgsrezepte. Obwohl dieses anfangs nicht in den freien Handel kommen sollte, sprach Kießling nach sehr großer Resonanz einen Verlag mit dem Ergebnis an, dass das Buch veröffentlicht wurde. Den Gewinn spendete er einer sozialen Einrichtung. Für dieses soziale Engagement durfte er sich 2013 ins Goldene Buch der Stadt Leverkusen eintragen.
Seit Dezember 2008 ist Kießling verheiratet und ist Vater eines Sohnes und einer Tochter. Sein Torjubel bestand darin, die eintätowierten Namen seiner Kinder auf seinem linken Arm zu küssen.

## Vereinskarriere

### Jugend und Anfänge als Profi (bis 2006)
Kießlings erster Verein war der TSV Eintracht Bamberg, den Kießlings Großvater mitgegründet hatte und bei dem sein Vater als Torwart aktiv war. In dem Verein spielte er ab dem Alter von vier Jahren und durchlief sämtliche Jugendmannschaften. Anfangs agierte Kießling als Torwart, entwickelte sich aber nach und nach zum Stürmer. Wegen eines Wachstumsschubes im Jahr 1997 wuchs sein linkes Bein schneller als sein rechtes, weshalb Kießling ein Jahr der C-Jugend verpasste. Zur Saison 2001/02 wechselte er von der U17 von Eintracht Bamberg in die A-Jugend des 1. FC Nürnberg. Mit dessen U19 wurde Kießling in seiner ersten Saison Bayernliga-Meister und stieg in die Regionalliga Süd auf, damals die höchste A-Junioren-Spielklasse. Am Ende der Saison 2002/03 wurde man Fünfter, und qualifizierte sich für die neu gegründete A-Junioren-Bundesliga.
Für die Amateurmannschaft des 1. FC Nürnberg erzielte Kießling von 2002 bis 2005 in 21 Spielen 13 Tore. Im Jahr 2002 unterschrieb er einen Sechsjahresvertrag bei der ersten Mannschaft. Seinen ersten Bundesligaeinsatz hatte er in der Abstiegssaison 2002/03 am 26. April 2003 bei der 0:4-Auswärtsniederlage gegen den Hamburger SV. Sein erstes Tor für den 1. FC Nürnberg erzielte er in der 2. Liga am 7. März 2004 gegen die SpVgg Greuther Fürth zum 2:2-Endstand. In dieser Saison stieg man als Zweitliga-Meister auch wieder in die Bundesliga auf. Kießling erzielte am 32. Spieltag gegen den VfL Osnabrück den Siegtreffer zum 4:3-Endstand, was den direkten Wiederaufstieg bedeutete. In der Saison 2005/06 gelang ihm beim 1. FC Nürnberg der Durchbruch und er wurde zum Stammspieler; Kießling erzielte in 31 Spielen zehn Tore.

### Wechsel und erste Jahre bei Bayer 04 Leverkusen (2006–2009)

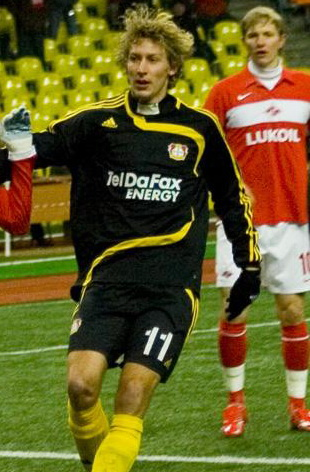
Kießling im Trikot von Bayer 04 Leverkusen (2007)

Kießlings Leistungen beim 1. FC Nürnberg weckten u. a. das Interesse des FC Arsenal und des FC Bayern München, doch zur Saison 2006/07 wechselte er zu Bayer 04 Leverkusen. Er erhielt einen bis zum 30. Juni 2010 gültigen Vierjahresvertrag, den er am 5. März 2008 vorzeitig bis 2012 verlängerte. Am 12. August 2006, dem ersten Spieltag der Saison 2006/07, absolvierte er sein Debüt in der BayArena. Kießling bereitete im Spiel gegen Alemannia Aachen das Tor von Simon Rolfes zum 3:0-Endstand vor und wurde in der 78. Minute ausgewechselt. Den ersten Pflichtspieltreffer für seinen neuen Verein erzielte Kießling am 12. Spieltag im Spiel gegen den FC Bayern München. Am 28. September 2006 gab er seinen Einstand im Europacup, als er beim 3:1-Sieg im Erstrundenrückspiel des UEFA-Pokals gegen den FC Sion in der 89. Minute für Andrij Woronin eingewechselt wurde. Insgesamt bestritt er in der Saison 43 Pflichtspiele und erzielte acht Tore.
In der Saison 2007/08 erreichte Kießling in der Liga mit seinem Verein lediglich den siebten Platz, im DFB-Pokal schied man in der ersten Runde und im UEFA-Cup im Viertelfinale aus, sodass man sich für keinen internationalen Wettbewerb qualifizierte. Kießling erzielte in 44 Pflichtspielen 16 Tore, davon neun in der Liga und sieben im UEFA-Cup. In der Saison 2008/09 belegte Bayer Leverkusen am Ende der Saison den neunten Tabellenplatz der Bundesliga, und am 30. Mai 2009 erreichte Kießling das DFB-Pokal-Finale 2008/09, das mit 0:1 gegen Werder Bremen verloren wurde. Kießling erzielte in 40 Spielen zwölf Liga-Tore und zwei Tore im DFB-Pokal. Dabei kam er in dieser Saison häufig als Flügelspieler zum Einsatz, da Patrick Helmes zumeist die Rolle als Sturmspitze einnahm.

### Topstürmer in der Bundesliga (2009–2015)
Vor der Saison 2009/10 wurde er per Internetabstimmung von Fans als Ersatzspieler in die Jahrhundert(+10)elf des 1. FC Nürnberg aufgenommen. Sein sportlicher Durchbruch in Leverkusen gelang Kießling in dieser Saison. Nachdem sich Helmes vor der Saison einen Kreuzbandriss zugezogen hatte, ging Kießling wieder auf die Stürmerposition. Er erzielte an den ersten fünf Spieltagen fünf Tore. Außerdem wurde er zum Fußballer des Monats August 2009 gewählt. In der Hinrunde erzielte Kießling zwölf Treffer, darunter drei der vier Tore beim Spiel gegen den VfB Stuttgart am 14. Spieltag. Das war zuletzt Patrick Helmes am 5. Spieltag der Saison 2008/09 gelungen. Insgesamt markierte er in 33 Bundesligaspielen 21 Treffer und wurde damit hinter dem Wolfsburger Edin Džeko (22 Tore) Zweiter der Torschützenliste. Außerdem wurde er mit 19,5 Punkten der effizienteste Torjäger der Liga und wurde Sechster bei der Wahl zu Deutschlands Fußballer des Jahres 2010. Trotz Angebote anderer Klubs verlängerte Kießling seinen Vertrag bei Bayer 04 Leverkusen am 16. März 2010 erneut vorzeitig bis zum 30. Juni 2015. Er machte klar, dass er diesen Vertrag auch erfüllen wolle.

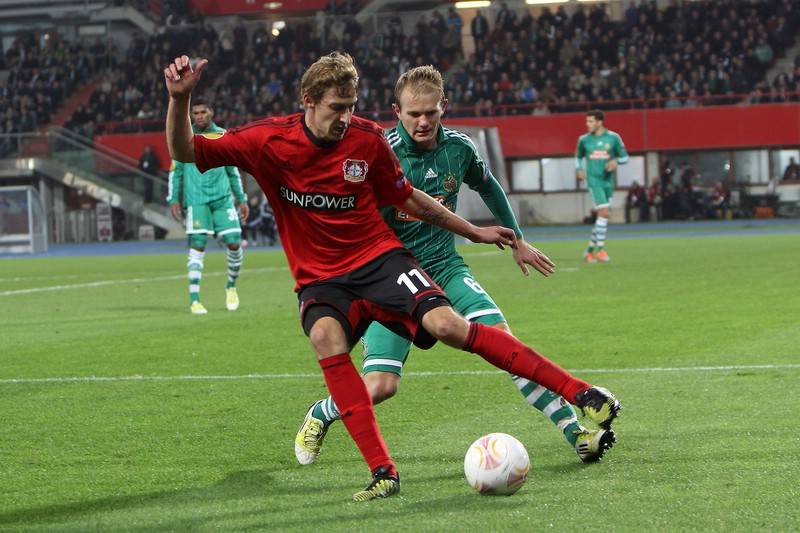
Kießling in Aktion (2012)

In der 1. Runde des DFB-Pokals 2010/11 erzielte Kießling zwei Tore beim 11:1 gegen den FK Pirmasens. Sein erstes Saisontor machte er am 2. Spieltag im Spiel gegen Borussia Mönchengladbach, als er den 3:6-Endstand erzielte. Bei einem Foul des Nürnbergers Andreas Wolf am 4. Spieltag zog er sich einen Syndesmosebandriss zu, weshalb er für den fast kompletten Rest der Hinrunde ausfiel. Sein Comeback absolvierte Kießling am 16. Dezember 2010 im letzten Gruppenspiel der Europa League gegen Atlético Madrid, als er zu Beginn der zweiten Halbzeit eingewechselt wurde. Sein Comeback in der Bundesliga fand am 19. Dezember 2010 am 17. Spieltag gegen den SC Freiburg statt. In der Rückrunde erzielte er sechs Treffer, darunter einen Doppelpack beim 4:2 gegen Stuttgart. Er war mit sieben Bundesligatreffern nach Arturo Vidal (zehn Tore) der zweitbeste Torschütze seiner Mannschaft, die Tabellenzweite wurde.
Zu Beginn der Saison 2011/12 verlor Kießling mit seinem Team in der ersten Runde des DFB-Pokals mit 3:4 nach Verlängerung gegen Dynamo Dresden, nachdem er zusammen mit Michael Ballack in der 63. Minute beim Stand von 3:0 eingewechselt worden war. In der Bundesliga-Hinrunde gab er drei Vorlagen und erzielte drei Tore. Am 13. September 2011 machte er sein erstes Champions-League-Spiel, das mit 0:2 gegen den FC Chelsea verloren wurde. Im dritten Spiel gegen den FC Valencia köpfte Kießling sein erstes Champions-League-Tor zum 1:1, Leverkusen verlor mit 1:3. Am 20. Spieltag erzielte Kießling nach elf torlosen Bundesligaspielen das 1:0 beim 2:2 gegen den VfB Stuttgart, womit er seit der 2:4-Niederlage am 7. Februar 2009 in jeder Partie gegen die Stuttgarter mindestens ein Tor geschossen hatte. Zwei Wochen später erzielte er erstmals zwei Treffer in dieser Saison im Spiel gegen den FC Augsburg. Auch am 31. Spieltag beim 3:3 gegen Hertha BSC traf er doppelt. Damit hatte er gegen alle aktuellen Bundesligisten getroffen. Am letzten Spieltag schoss er beim 4:1 gegen seinen ehemaligen Club 1. FC Nürnberg drei Tore. Mit 13 Toren in der Rückrunde hatte sich Kießling im Vergleich zur Hinrunde gesteigert. Insgesamt erzielte er 16 Tore und war damit der erfolgreichste deutsche Torjäger 2012. Bis dahin war er nur in der vorherigen Saison erfolgreicher gewesen. Mit seinem 13. Saisontor zum 1:0-Sieg gegen Hannover 96 machte er auch seine insgesamt zweitbeste Saison für Bayer Leverkusen. Am Ende der Saison wurde Stefan Kießling mit Leverkusen in der Bundesliga Fünfter und kam in der Champions League bis ins Achtelfinale.

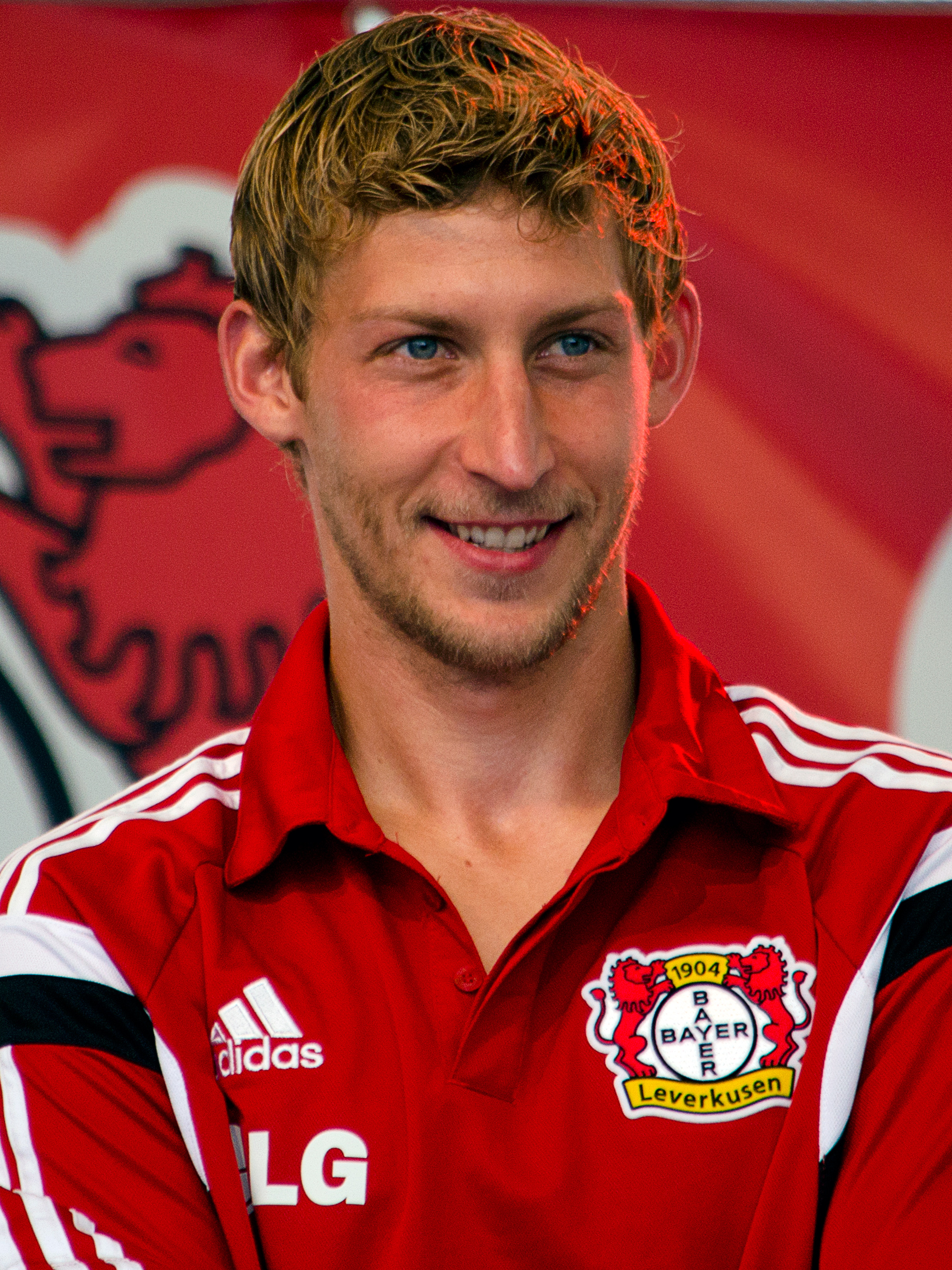
Stefan Kießling (2014)

Nach durchwachsenem Start in die Bundesliga-Saison 2012/13 mit nur einem Sieg in den ersten vier Spielen steigerte sich die Mannschaft mit Kießling, der in den nächsten acht Spielen bis zum 12. Spieltag sieben Tore erzielte. Als einer der wenigen Spieler im Bayer-Team zeigte er konstant gute Leistungen, was sich auch an den Scorerpunkten der Hinrunde deutlich machte: Er erzielte bis zur Winterpause zwölf Tore, womit er die Torjägerliste anführte, sowie zwei Vorlagen, weshalb auch seine Rückkehr in die Nationalmannschaft diskutiert wurde. Am 21. Spieltag im Spiel gegen Borussia Mönchengladbach (3:3) erzielte Stefan Kießling sein 100. Tor in der Bundesliga. Am Ende der Saison wurde er mit Bayer Leverkusen in der Bundesliga Dritter und qualifizierte sich für die Champions League. In der Europa League erreichte man das Sechzehntelfinale, während man im DFB-Pokal im Achtelfinale ausschied. In der Bundesliga sicherte sich Kießling mit 25 Saisontoren die Torjägerkanone vor Robert Lewandowski. Damit übertraf er sowohl seinen bisherigen Rekord aus der Saison 2009/10 (21 Tore) als auch den Vereinsrekord von Ulf Kirsten aus den Spielzeiten 1996/97 und 1997/98 (jeweils 22 Tore). Außerdem erzielte er elfmal in dieser Saison den Führungstreffer, was ebenfalls ein Rekord ist. In der Europa League und im DFB-Pokal erzielte er jeweils ein Tor. Bei der Wahl zu Deutschlands Fußballer des Jahres belegte Kießling wie 2010 den sechsten Rang.
In der Saison 2012/13 wurde über Angebote verschiedener Vereine spekuliert. Dennoch verlängerte Kießling am 26. Juli 2013 seinen Vertrag bei Bayer 04 Leverkusen zum dritten Mal vorzeitig bis zum 30. Juni 2017.

#### Das „Phantomtor“ (2013)
Am 9. Bundesliga-Spieltag erzielte Kießling beim 2:1 gegen die TSG 1899 Hoffenheim ein Phantomtor zum 2:0. Sein Kopfball verfehlte das Tor und der Ball flog erst hinter der Torauslinie durch ein Loch im Außennetz in das Tor hinein. Dennoch entschied der Schiedsrichter Felix Brych auf Tor. Kießling antwortete auf die Frage, ob der Ball tatsächlich ins Tor gegangen ist, dass er es nicht gesehen habe. Die TSG Hoffenheim hatte wegen des Vorfalls beim DFB Protest gegen die Spielwertung eingelegt, der jedoch abgewiesen wurde, da es sich um eine Tatsachenentscheidung des Schiedsrichters handele, die nach dem Regelwerk endgültig sei. Dieses Tor veränderte Kießlings Bild in der Öffentlichkeit nachhaltig: während er vorher aufgrund seiner ehrlichen Art und nicht zuletzt auch wegen seiner kämpferischen und laufintensiven Spielweise auch außerhalb von Leverkusen Sympathien sammelte, sahen er und seine Familie sich nachher vielen Anfeindungen gegenüber. Dies führte u. a. dazu, dass er seine Facebook-Seite offline nehmen musste.
Am 23. Oktober 2013 erzielte Kießling beim 4:0-Sieg gegen Schachtar Donezk erstmals zwei Treffer in einem Champions-League-Spiel. Vom 7. Dezember 2013 bis zum 8. März 2014 gelang Kießling in zwölf Pflichtspielen nur ein Tor und er zeigte schwankende Leistungen, weshalb er bei der 1:2-Niederlage gegen Paris Saint-Germain erstmals seit dem 6. Dezember 2012 (damals das unwichtige letzte Gruppenspiel der Europa League 2012/13 gegen Rapid Wien) in einem Pflichtspiel der Werkself nicht eingesetzt wurde. Anschließend erzielte er in den folgenden sechs Bundesliga-Spielen fünf Tore, ehe er sich am 26. April 2014 (32. Spieltag) im Spiel gegen Borussia Dortmund einen Muskelfaserriss zuzog und für den Rest der Saison ausfiel. Somit verpasste er auch erstmals seit dem 16. Spieltag der Saison 2010/11 ein Bundesligaspiel von Bayer Leverkusen. In der Bundesliga erzielte Kießling 15 Tore und war damit erfolgreichster Torschütze der Leverkusener.

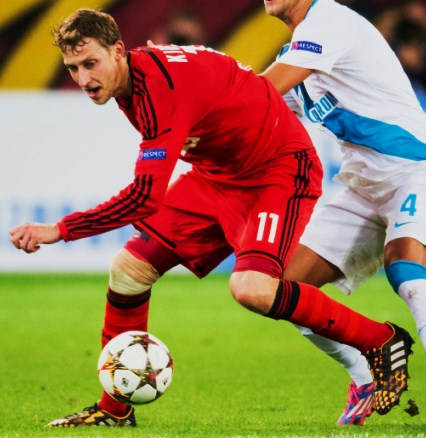
Kießling während des Champions-League-Spiels gegen Zenit St. Petersburg (2014)

In der ersten Runde des DFB-Pokals 2014/15 erzielte Kießling beim 6:0-Sieg gegen den Sechstligisten Alemannia Waldalgesheim fünf Tore, darunter einen Hattrick. In den Champions-League-Playoff-Spielen gegen den FC Kopenhagen (3:2; 4:0) erzielte er drei der sieben Tore und war so an der Qualifikation zur Königsklasse beteiligt. Auch im Spiel gegen Borussia Dortmund (1. Spieltag) markierte er den Treffer zum 2:0-Endstand. Danach folgte in der Bundesliga mit 859 Minuten die längste torlose Zeit seiner Karriere, bevor er die 1:0-Führung beim 3:1-Sieg gegen Hannover 96 erzielte. Mit seinem 1:0-Siegtreffer bei Hertha BSC am 4. Februar 2015 (19. Spieltag) erzielte er zum 50. Mal den Führungstreffer seines Teams in der Bundesliga, was einen neuen Rekord darstellte.

### Identifikationsfigur und Karriereende (2015–2018)
Mit seinem Treffer zum 1:1 gegen die TSG 1899 Hoffenheim stellte Kießling am 15. August 2015 einen neuen Rekord auf, den der Schalker Klaas-Jan Huntelaar noch am selben Tag einstellte: Beiden Spielern gelang es, in der Bundesliga an vier aufeinanderfolgenden Spielzeiten am 1. Spieltag zu treffen. Zudem qualifizierte man sich in Spielen gegen Lazio Rom wieder für die Champions League. In den folgenden 23 Pflichtspielen traf Kießling jedoch nur ein weiteres Mal; am 28. Oktober 2015 erzielte er in der 2. Runde des DFB-Pokals beim 6:0-Sieg gegen Viktoria Köln das fünfte Tor. Bald vom regelmäßig treffenden Neuzugang Chicharito verdrängt, wurde in den Medien vielfach ein Wechsel in der Winterpause diskutiert: Obwohl sich Hannover 96 intensiv um eine Verpflichtung Kießlings bemühte und dieser sich interessiert zeigte, blieb er in Leverkusen und konnte sich – auch dank der Systemumstellung von Trainer Roger Schmidt auf zwei Stürmer – in der Rückrunde wieder als Stammspieler etablieren. Als Schlüsselmoment galt dabei der 5:0-Sieg gegen Borussia Mönchengladbach, bei dem Kießling am 12. Dezember 2015 zwei Tore erzielte und zwei weitere für Chicharito vorbereitete. Damit war er erstmals in einem Spiel an vier Toren direkt beteiligt. Im April 2016 verlängerte er schließlich seinen Vertrag bis zum 30. Juni 2018 mit Option auf ein weiteres Jahr und anschließender Weiterbeschäftigung im Verein.
Kießling verpasste aufgrund von Hüftbeschwerden einen Großteil der Saisonvorbereitung und wurde daher wegen des Trainingsrückstandes zu Saisonbeginn nicht berücksichtigt. Somit verpasste der Stürmer erstmals in seiner Zeit bei Bayer 04 Leverkusen den 1. Spieltag einer Bundesliga-Saison. Am 21. September 2016 (4. Spieltag) wurde er für das Spiel gegen den FC Augsburg erstmals wieder nominiert und gab bei diesem Spiel (0:0) auch sein Comeback. Durch die große Konkurrenz im Sturm, die mit Sommerneuzugang Kevin Volland noch größer wurde, und durch seine immer wieder verletzte Hüfte verlor Kießling seinen in der Rückrunde der vergangenen Saison zurückgewonnenen Stammplatz endgültig unter Roger Schmidt, der ihn nur noch zweimal in der Startelf aufbot. Erst nach dem Trainerwechsel zu Tayfun Korkut verbesserte sich seine Situation im Verein; er wurde wieder regelmäßig aufgeboten und übernahm nach den verletzungsbedingten Ausfällen von Lars Bender und Ömer Toprak die Rolle des Mannschaftskapitäns. Erstmals in seiner Zeit bei der Werkself kämpfte er gegen den Abstieg; erst am 33. Spieltag sicherte die Mannschaft den Klassenerhalt mit einem 2:2-Unentschieden im Rheinderby gegen den 1. FC Köln. Kießling hatte mit dem 1:2-Anschlusstreffer entscheidenden Anteil an der Rettung.
Nach der Saison dachte der Stürmer öffentlich über ein vorzeitiges Karriereende nach, entschied sich aber nach einem Gespräch mit dem neuen Leverkusener Cheftrainer Heiko Herrlich für einen Verbleib bei Leverkusen bis zu seinem Vertragsende am Ende der Saison 2017/18. Da er aber weiterhin mit Hüft- und Rückenproblemen zu kämpfen hatte und sich mit Kevin Volland, Kai Havertz und Lucas Alario drei Alternativen im Sturm anboten, wurde Kießling in der Saison 2017/18 nur selten für den Kader berücksichtigt und kam nur achtmal zum Einsatz. Beim 2:1-Sieg gegen den VfL Wolfsburg am 3. März 2018 wurde Kießling in der 88. Minute eingewechselt und kam so als 66. Spieler in der Bundesliga-Geschichte zu seinem 400. Einsatz. Sein letztes Profispiel absolvierte er am 12. Mai 2018 (34. Spieltag) beim 3:2-Sieg gegen Hannover 96, als er in der 83. Minute für Lars Bender eingewechselt wurde.

#### Aktivität im Amateurbereich (2018)

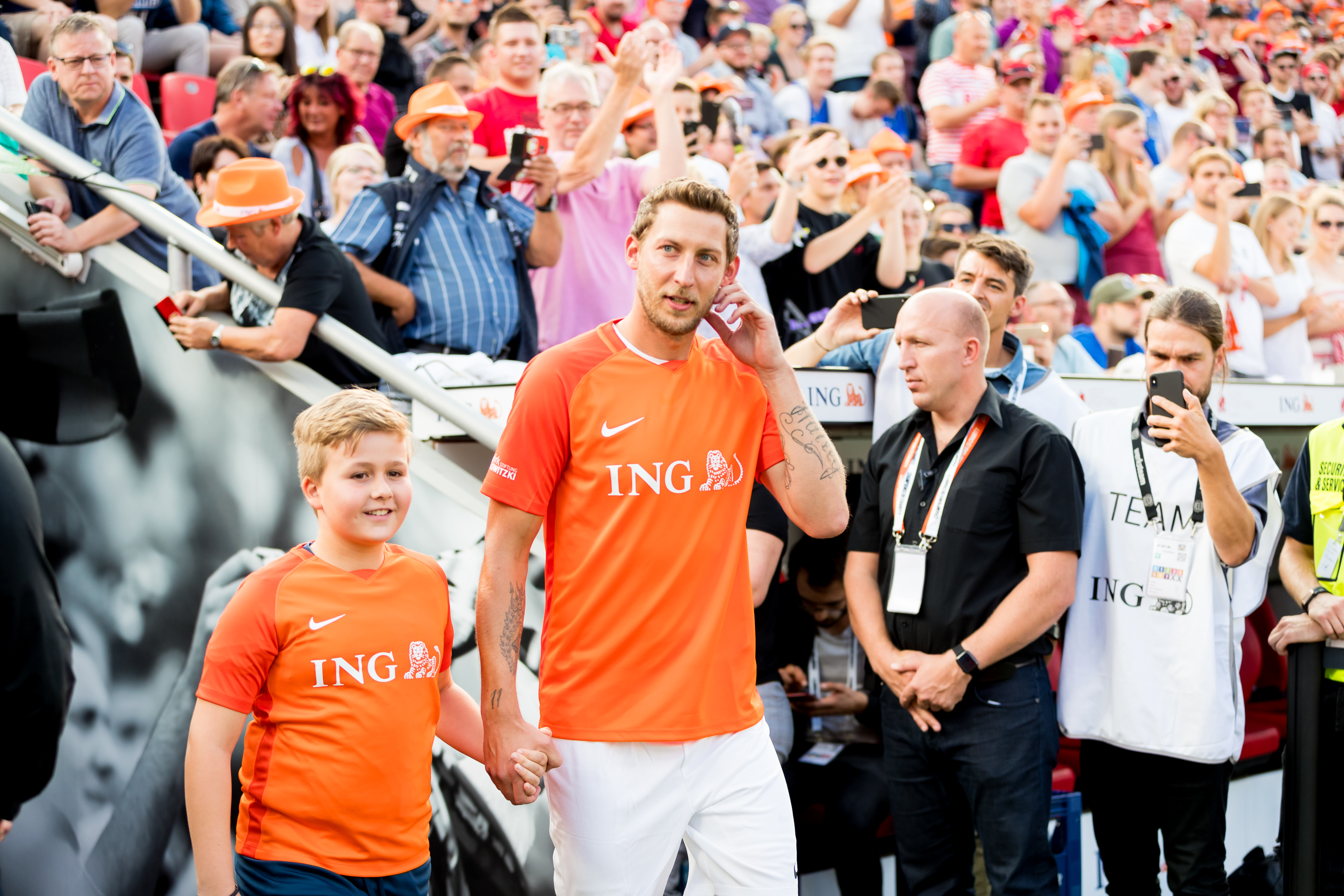
Stefan Kießling beim Benefiz-Fußballspiel „Champions for Charity 2019“ in der Leverkusener BayArena

Am 9. September 2018 absolvierte Kießling ein Spiel für den FV Schelklingen-Hausen aus dem baden-württembergischen Schelklingen in der Kreisliga A1 Donau. Bereits im August hatte Theo Trajkowski, ehemaliger Trainer des Vereins und Trauzeuge bei Kießlings Hochzeit, bestätigt, dass für ihn ein Spielerpass für den Verein vorläge. So habe Trajkowski Kießling überzeugen können, für den Verein zu spielen. Kießling erklärte, noch mindestens in zwei weiteren Partien in der laufenden Spielzeit für den FV Schelklingen-Hausen auflaufen zu wollen, allerdings blieb es bei diesem einen Spiel. In einem Interview einige Tage nach dem Spiel erklärte Kießling, am Tag nach der Partie erneut Schmerzen in der Hüfte gehabt zu haben. Er könne nicht ausschließen, zukünftig auf eine künstliche Hüfte angewiesen zu sein.

## Nationalmannschaft

### U-Nationalmannschaften
Erstmals in einer DFB-Auswahl eingesetzt wurde Kießling am 21. April 2004, als er bei der U-20-Nationalmannschaft im Spiel gegen die Schweiz (1:1) in der Startelf stand und zur Halbzeit für Mario Fillinger ausgewechselt wurde. Im selben Jahr kam er auch im Team 2006, der Perspektivauswahl für die Weltmeisterschaft 2006, beim Spiel gegen Polen (1:2) zum Einsatz. Sein Debüt in der U-21-Nationalmannschaft gab Kießling am 8. Februar 2005 beim U-21-EM-Qualifikationsspiel gegen Wales (4:0). Bei seinem zweiten Spiel in der U-21-Nationalmannschaft am 25. März 2005 gegen England (2:2) musste sich Kießling die Schuhe von Torwart Michael Rensing ausleihen, da er seine eigenen Schuhe vor Aufregung im Hotel vergessen hatte. Diese Schuhe waren jedoch einige Größen zu klein. Trotzdem erzielte Kießling die 1:0-Führung, musste aber später wegen schmerzender Füße für Roberto Hilbert ausgewechselt werden.
Obwohl im Vorhinein über eine Nominierung von Kießling in den Kader für die anstehende Weltmeisterschaft im eigenen Land diskutiert wurde, reiste er mit der U-21-Auswahl zur Europameisterschaft nach Portugal. Dort scheiterte die Mannschaft in der Gruppenphase an Gastgeber Portugal, Serbien und Frankreich; Kießling kam in allen drei Spielen zum Einsatz. Nach dem Turnier wurde er im August 2006 zum Kapitän der U-21-Nationalmannschaft ernannt. Insgesamt erzielte er zwischen 2005 und 2006 in 15 Spielen vier Tore.

### A-Nationalmannschaft
Am 28. März 2007 kam er im Spiel gegen Dänemark (0:1) zu seinem ersten Einsatz in der A-Nationalmannschaft. Seinen zweiten Einsatz hatte er fast zwei Jahre später am 11. Februar 2009 gegen Norwegen (0:1). Nach seinem guten Start in der Bundesligasaison 2009/10 wurde in den Medien bald über einen erneuten Einsatz spekuliert. Es dauerte jedoch mehr als ein halbes Jahr bis zum 18. November, ehe Kießling wieder nominiert wurde. In diesem Testspiel gegen die Elfenbeinküste (2:2) gab er sein Startelfdebüt. Seinen ersten Sieg in der A-Nationalmannschaft erreichte er im Benefizspiel gegen Malta (3:0), in dem er gleichzeitig zum ersten Mal durchspielte.
Am 6. Mai 2010 wurde er von Bundestrainer Joachim Löw in den erweiterten Kader und kurz vor der Abreise nach Südafrika in das endgültige Aufgebot für die WM 2010 berufen. Sein WM-Debüt gab er am 27. Juni im Achtelfinale beim 4:1-Erfolg über England, als er in der 83. Minute für Mesut Özil ins Spiel kam. Zudem wurde er beim 3:2-Sieg im Spiel um Platz 3 gegen Uruguay in der 73. Minute für Cacau eingewechselt. Obwohl sich Kießling in der Schlussphase der Partie einige Einschussgelegenheiten boten, blieb er ohne Torerfolg. Mit dem 3:2-Sieg über Uruguay wurde Kießling mit der deutschen Nationalmannschaft schließlich Dritter. Am 5. Oktober wurde Kießling mit dem Silbernen Lorbeerblatt als einer der 23 WM-Spieler ausgezeichnet, war aber bei der Verleihung verletzungsbedingt nicht anwesend.
Obwohl Kießling in der Rückrunde der Saison 2011/12 13 Tore erzielt hatte, wurde er nicht in den Kader für die EM 2012 nominiert. Allerdings honorierte Löw Kießlings Treffsicherheit (25 Bundesliga-Treffer im Kalenderjahr 2012), indem er ihn nicht aus der Nationalmannschaft ausschloss. Auch nach seinem starken Saisonstart 2012/13 bei Bayer wurde eine Rückkehr von Kießling intensiv diskutiert, der sich selbst zu den Diskussionen „tierisch genervt“ zeigte, jedoch seine Karriere in der Nationalmannschaft zu dem Zeitpunkt nicht abhakte. Eine Teilnahme an der USA-Reise direkt im Anschluss an die Saison 2012/13 sagte Kießling ab, obgleich er durch viele Ausfälle große Chancen gehabt hätte, nach drei Jahren wieder nominiert zu werden.
Im August 2013 äußerte sich Kießling – in der zuvor abgelaufenen Saison Torschützenkönig mit 25 Treffern – in einem Interview, nie mehr als Nationalspieler unter Löw spielen zu wollen, es sei denn, es wäre „Not am Mann“.

## Spielweise
Kießling wurde oft als Prototyp des modernen Stürmerspiels bezeichnet. Sein Spielstil war dafür bekannt, als erster Mann das Aufbauspiel des Gegners zu zerstören, Bälle selbst zu erkämpfen und auch hohe Bälle abzuschirmen und die Mitspieler damit in Szene zu setzen. Nicht selten war er durch seinen großen Aktionsradius auch im eigenen Strafraum zu finden. Des Weiteren war sein Spiel sehr zweikampfintensiv; in der Folge bestritt er bis 2012 in fünf Jahren Bundesliga 2567 Zweikämpfe, 500 mehr als jeder andere Spieler in der Liga.
Auch in der Saison 2014/15 bestritt er 1148 Zweikämpfe. Seit 2008 war er mit 2481 gewonnenen Zweikämpfen noch vor Lionel Messi und Eden Hazard der Spieler aus den Top-5-Ligen Europas, der die meisten Zweikämpfe gewonnen hat.
Während Kießling in seiner Laufbahn bereits mehrmals auch individuell herausragende Phasen mit hoher Trefferquote hatte, wie zum Beispiel seine erfolgreichste Saison 2012/13 als Torschützenkönig, erlebte er jedoch ebenso immer wieder Abschnitte, in denen er als durchgängig gesetzter Stürmer dennoch kaum zu Toren kommt, was häufig auf seine dargestellte spezielle Spielweise zurückgeführt wurde. Dabei hatte er in der jüngeren Vergangenheit mit Heung-min Son, Sidney Sam, Hakan Çalhanoğlu, Karim Bellarabi und Julian Brandt auch viele offensive Mitspieler im Mittelfeld, die häufig selbst zu Torschüssen neigten, anstatt Torvorlagen zu generieren.

## Titel und Auszeichnungen
Titel
- Deutscher Zweitligameister und Aufstieg in die Bundesliga: 2004 (1. FC Nürnberg)
- Bayerischer A-Junioren-Meister: 2002 (1. FC Nürnberg)

Auszeichnungen
- Torschützenkönig der Bundesliga (1): 2012/13 (mit 25 Toren)
- Topscorer der Bundesliga (1): 2012/13 (mit 32 Scorerpunkten)
- Torschützenkönig des DFB-Pokals (1): 2014/15 (mit 6 Toren)
- Mitglied der VDV 11 (1): 2009/10
- Fußballer des Monats (1): August 2009

Ehrungen
- Silbernes Lorbeerblatt (1): 2010
- Ehrenpreis der Stadt Leverkusen: 2013
- Eintrag in das Goldene Buch der Stadt Leverkusen: 2013

## Karrierestatistik
| Verein                  | Liga            | Saison          | Liga   | Liga | Nat. Pokal | Nat. Pokal | Europapokal | Europapokal | Andere | Andere | Gesamt | Gesamt |
| Verein                  | Liga            | Saison          | Spiele | Tore | Spiele     | Tore       | Spiele      | Tore        | Spiele | Tore   | Spiele | Tore   |
| ----------------------- | --------------- | --------------- | ------ | ---- | ---------- | ---------- | ----------- | ----------- | ------ | ------ | ------ | ------ |
| 1. FC Nürnberg Amat./II | Oberliga Bayern | 2002/03         | 1      | 1    | -          | -          | -           | -           | -      | -      | 1      | 1      |
| 1. FC Nürnberg Amat./II | Oberliga Bayern | 2003/04         | 13     | 9    | -          | -          | -           | -           | -      | -      | 13     | 9      |
| 1. FC Nürnberg Amat./II | Oberliga Bayern | 2004/05         | 6      | 3    | -          | -          | -           | -           | -      | -      | 6      | 3      |
| 1. FC Nürnberg Amat./II | Oberliga Bayern | 2005/06         | 1      | 0    | -          | -          | -           | -           | -      | -      | 1      | 0      |
| Gesamt                  | Gesamt          | Gesamt          | 21     | 13   | -          | -          | -           | -           | -      | -      | 21     | 13     |
| 1. FC Nürnberg          | Bundesliga      | 2002/03         | 1      | 0    | -          | -          | -           | -           | -      | -      | 1      | 0      |
| 1. FC Nürnberg          | 2. Bundesliga   | 2003/04         | 14     | 2    | -          | -          | -           | -           | -      | -      | 14     | 2      |
| 1. FC Nürnberg          | Bundesliga      | 2004/05         | 27     | 3    | 2          | 1          | -           | -           | -      | -      | 29     | 4      |
| 1. FC Nürnberg          | Bundesliga      | 2005/06         | 31     | 10   | 2          | 1          | -           | -           | -      | -      | 33     | 11     |
| Gesamt                  | Gesamt          | Gesamt          | 73     | 15   | 4          | 2          | -           | -           | -      | -      | 77     | 17     |
| Bayer 04 Leverkusen     | Bundesliga      | 2006/07         | 32     | 8    | 1          | 0          | 10          | 0           | 1      | 0      | 44     | 8      |
| Bayer 04 Leverkusen     | Bundesliga      | 2007/08         | 31     | 9    | 1          | 0          | 12          | 7           | -      | -      | 44     | 16     |
| Bayer 04 Leverkusen     | Bundesliga      | 2008/09         | 34     | 12   | 6          | 2          | -           | -           | -      | -      | 40     | 14     |
| Bayer 04 Leverkusen     | Bundesliga      | 2009/10         | 33     | 21   | 2          | 0          | -           | -           | -      | -      | 35     | 21     |
| Bayer 04 Leverkusen     | Bundesliga      | 2010/11         | 22     | 7    | 1          | 2          | 6           | 0           | -      | -      | 29     | 9      |
| Bayer 04 Leverkusen     | Bundesliga      | 2011/12         | 34     | 16   | 1          | 0          | 8           | 1           | -      | -      | 43     | 17     |
| Bayer 04 Leverkusen     | Bundesliga      | 2012/13         | 34     | 25   | 3          | 1          | 6           | 1           | -      | -      | 43     | 27     |
| Bayer 04 Leverkusen     | Bundesliga      | 2013/14         | 32     | 15   | 4          | 2          | 7           | 2           | -      | -      | 43     | 19     |
| Bayer 04 Leverkusen     | Bundesliga      | 2014/15         | 34     | 9    | 4          | 6          | 10          | 4           | -      | -      | 48     | 19     |
| Bayer 04 Leverkusen     | Bundesliga      | 2015/16         | 30     | 5    | 4          | 3          | 9           | 0           | -      | -      | 43     | 7      |
| Bayer 04 Leverkusen     | Bundesliga      | 2016/17         | 20     | 4    | 1          | 0          | 3           | 0           | -      | -      | 24     | 4      |
| Bayer 04 Leverkusen     | Bundesliga      | 2017/18         | 8      | 0    | 0          | 0          | -           | -           | -      | -      | 8      | 0      |
| Gesamt                  | Gesamt          | Gesamt          | 344    | 131  | 28         | 16         | 71          | 15          | 1      | 0      | 444    | 162    |
| Karriere Gesamt         | Karriere Gesamt | Karriere Gesamt | 438    | 159  | 32         | 18         | 71          | 15          | 1      | 0      | 542    | 192    |

Quelle: transfermarkt.de

## Nach der aktiven Karriere
Kießling nahm am 1. Oktober 2018 die Funktion eines Referenten Geschäftsführung Sport unter Rudi Völler in der Verwaltung von Bayer 04 Leverkusen auf. Seit August 2023 agiert Kießling als Klub-Repräsentant für Bayer 04.

## Veröffentlichungen
- Erfolgsrezepte, Droste Verlag, Düsseldorf 2013, ISBN 978-3-7700-1504-7